# Lutjanus jordani
Lutjanus jordani är en fiskart som först beskrevs av Gilbert, 1898.  Lutjanus jordani ingår i släktet Lutjanus och familjen Lutjanidae. IUCN kategoriserar arten globalt som livskraftig. Inga underarter finns listade i Catalogue of Life.